# Babylon (album)
Babylon – album amerykańskiego zespołu heavymetalowego W.A.S.P., wydany 13 października 2009 roku.

## Lista utworów
1. Crazy (5:10)
2. Live To Die Another Day (4:41)
3. Babylon's Burning (5:00)
4. Burn (cover Deep Purple) (4:50)
5. Into The Fire (5:54)
6. Thunder Red (4:20)
7. Seas Of Fire (4:34)
8. Godless Run (5:43)
9. Promised Land (cover Chuck Berry) (3:13)

Autorem wszystkich utwór (oprócz coverów) jest lider i wokalista zespołu Blackie Lawless.

## Wykonawcy
- Blackie Lawless – śpiew, gitara basowa
- Doug Blair – gitara elektryczna
- Mike Duda – gitara elektryczna
- Mike Dupke – perkusja